# Paidiscura pallens
Paidiscura pallens (Blackwall, 1834) è un ragno appartenente alla famiglia Theridiidae.

## Distribuzione
La specie è stata reperita in diverse località dell'Europa, della Russia e dell'Algeria.

## Tassonomia
È la specie tipo del genere Paidiscura Archer, 1950.
Non sono stati esaminati esemplari di questa specie dal 2008.
Attualmente, a dicembre 2013, non sono note sottospecie